# Viña Vik
Viña Vik es una bodega, hotel de lujo y viñedo fundada por Alexander Vik y Carrie Vik, ubicado en el Valle de Millahue, Región de O'Higgins, Chile.

## Historia
Fue fundada en 2006 por la pareja noruega Alexander Vik y Carrie Vik, tras la adquisición de 4.300 hectáreas en el Valle de Cachapoal. La bodega produce cinco variedades de uva: Carmenère, Cabernet Sauvignon, Merlot, Cabernet Franc y Syrah, las cuales comercializa a través de sus marcas Vik, Milla Cala, La Piu Belle y La Piu Belle Rosé. Además, las instalaciones incluyen el restaurante Pavilion y la Bodega VIK, diseñada por Smiljan Radic y Loreto Lyon.
En cuanto al diseño, el hotel en el viñedo, revestido en titanio, aluminio y acero, fue diseñado por el arquitecto uruguayo Marcelo Daglio, mientras que la bodega fue diseñada por los arquitectos chilenos Smiljan Radic y Loreto Lyon. Ambos edificios fueron completados en 2014 y fueron publicados en las revistas de arquitectura Plataforma Arquitectura y ArchDaily. En su interior, el hotel exhibe obras artísticas de los pintores Roberto Matta y Anselm Kiefer.
En 2023 Forbes reportó la construcción de un segundo restaurante en Viña VIK.

## Premios y reconocimientos
- Mejor experiencia de viña, en 2019, según Wine Star Awards, por la revista Wine Enthusiast.[6]
- 4º mejor viñedo del mundo en 2022,[7] y entre los diez primeros en 2020 y 2021,[8][9] según William Reed Business Media.